# Серкл-сити (аэропорт)
Аэропорт Серкл-сити (англ. Circle City Airport), (ИАТА: IRC, ИКАО: PACR, FAA LID: CRC) — государственный гражданский аэропорт, обслуживающий авиарейсы района Серкл-сити (Аляска), США.

## Операционная деятельность
Аэропорт Серкл-сити занимает площадь в 131 гектар, располагается на высоте 187 метров над уровнем моря и эксплуатирует одну взлётно-посадочную полосу:
- 15/33 размерами 908 x 18 метров с гравийным покрытием.[1].

За период с 31 декабря 2005 года по 31 декабря 2006 года Аэропорт Серкл-сити обработал 1110 операций взлётов и посадок самолётов (92 операции ежемесячно). Из них 63 % пришлось на авиацию общего назначения, 36 % — на аэротакси и 1 % — заняли рейсы военной авиации.